# Єрмаков Мстислав Петрович
Мстисла́в Петро́вич Єрмако́в (27 червня 1873, Кронштадт, Російська імперія — 26 липня 1960, Париж, Франція) — російський військовий діяч, інженер-механік. Генерал-лейтенант флоту. Учасник Першої світової війни, білогвардієць.

## Життєпис
Народився у місті Кронштадт Санкт-Петербурзької губернії 27 червня 1873 року (за іншими даними, 25 червня 1867 року або 1875 року).
1888 року закінчив Морський кадетський корпус, а 1896 — Технічне училище Морського відомства. Починав службу інженером-механіком на лінкорі «Олександр II», згодом служив у Чорноморському флоті на лінкорі «Ростислав».
Під час Першої світової війни призначений головним морським інженером Дунайської флотилії. Ці обов'язки виконував і за часів Гетьманату Павла Скоропадського.
Брав участь у громадянській війні в Росії на боці білогвардійців. У 1919—1920 роках у Збройних силах Півдня Росії та Російській армії генерала Врангеля керував ремонтом кораблів. Після поразки Врангеля в Криму у листопаді 1920 року забезпечив технічний стан кораблів для здійснення Кримської та Новоросійської евакуації врангелівців. Служив старшим морським начальником у Стамбулі.
1921 року переїхав до Франції, де належав до низки російських емігрантських організацій. Помер у Парижі 26 липня 1960 року, похований на кладовищі Сен-Женев'єв-де-Буа.

## Родина
Одружений із Валентиною Михайлівною Чатниковою (21 листопада 1877 — 19 січня 1951). У шлюбі було п'ятеро дітей:
- Анна (1899—1993);
- Володимир (1901—1940);
- Мстислав (1902—1954);
- Петро (1904—1975);
- Ростислав (1907—1961).